# Ilakaka Be
Ilakaka Be ou Ilakaka est une commune rurale de Madagascar, située dans le district d'Ihosy, dans la partie sud-ouest de la région Ihorombe.